# Иванов, Георгий Васильевич (юрист)
Георгий Васильевич Иванов (6 августа 1920, пос. Бежица, Тверская губерния — 22 июнь 1984, Москва) — советский юрист, специалист по законодательству в сфере колхозной собственности; выпускник Московского юридического института (1948), доктор юридических наук (1967), профессор юридического факультета МГУ (1967) и заведующий кафедрой колхозного и земельного права (1972—1984); декан юридического факультета (1965—1980); лауреат премии имени М. В. Ломоносова за 1977 год.

## Биография
Георгий Иванов родился 6 августа 1920 года в посёлке Бежица Калининской области (сегодня — город Бежецк). Накануне начала Второй мировой войны, в 1939 году, он поступил во Второе Артиллерийское училище города Киев, которое окончил в мае 1941 года, получив звание лейтенанта РККА. Был тяжело ранен, потерял руку. В 1942 году работал на фабрике «Гознак» в Краснокамске Молотовской области. Уже после войны, в 1948 году, он получил высшее образование в Московском юридическом институте (МЮИ) и поступил в аспирантуру там же. В 1952 году окончил аспирантуру (с отличием) и защитил кандидатскую диссертацию на тему «Правовое положение колхозных фондов» — стал кандидатом юридических наук.
В период с 1952 по 1954 год Иванов работал в МЮИ, после чего перешёл в МГУ имени Ломоносова; в 1968 году он стал профессором МГУ. 10 февраля 1972 году он получил позицию исполняющего обязанности заведующего кафедрой земельного и колхозного права, относившейся к юридическому факультету МГУ; 14 июня он стал полноправным заведующим кафедрой — оставался на данном посту до 15 марта 1983 года. В период с 26 февраля 1965 по 31 марта 1982 года он являлся деканом всего юридического факультета МГУ. Был награждён орденом Отечественной войны II степени и орденом «Знак Почета». Скончался в Москве 22 июня 1984 года.

## Работы
- «Правовая охрана природы в СССР» (соавт.) — Ломоносовская премия
- «Устав — закон колхозной жизни» «Юрид. лит-ра», 1979
- «Правовое положение неделимого фонда в колхозе : лекции юридического факультета» Изд-во МГУ, 1956
- «Распределение доходов в колхозах» Изд-во МГУ, 1961
- «Сборник задач по колхозному праву» (1963)
- «Практикум по колхозному праву» (соавт., 1974).